# Syllogisme
Syllogisme (af græsk: syllogismos - sammenregning) er et logisk argument, der består af to præmisser og en konklusion, som alle er kategoriske udsagn, f.eks.:
- 1. præmis: Alle mennesker er fejlbarlige
- 2. præmis: Filosoffer er mennesker
- Konklusion: Filosoffer er fejlbarlige

Ordet anvendes ofte i en videre betydning om alle argumenter med to præmisser og én konklusion.
Syllogistisk logik menes at have ophav i Aristoteles omkring midten af 4. århundrede f.v.t. og var standard for logik indtil Gottlob Frege beskrev prædikatslogikken i 1879. 
| filosofi | Spire Denne filosofiartikel er en spire som bør udbygges. Du er velkommen til at hjælpe Wikipedia ved at udvide den. |